# Liste des localités d'Islande
Pour un article plus général, voir Administration territoriale de l'Islande.
 (janvier 2023).
Si vous disposez d'ouvrages ou d'articles de référence ou si vous connaissez des sites web de qualité traitant du thème abordé ici, merci de compléter l'article en donnant les références utiles à sa vérifiabilité et en les liant à la section « Notes et références ».
Les localités d'Islande ne sont pas des divisions administratives. Elles sont regroupées pour former les 76 municipalités d'Islande. 

## Liste
| Localité             | Population | Municipalité                  | Région            |
| -------------------- | ---------- | ----------------------------- | ----------------- |
| Reykjavik            | 124 847    | Reykjavik                     | Höfuðborgarsvæðið |
| Kópavogur            | 35 966     | Kópavogur                     | Höfuðborgarsvæðið |
| Hafnarfjörður        | 29 409     | Hafnarfjörður                 | Höfuðborgarsvæðið |
| Akureyri             | 18 542     | Akureyri                      | Norðurland eystra |
| Reykjanesbær         | 17 555     | Reykjanesbær                  | Suðurnes          |
| Garðabær             | 12 912     | Garðabær                      | Höfuðborgarsvæðið |
| Mosfellsbær          | 10 225     | Mosfellsbær                   | Höfuðborgarsvæðið |
| Selfoss              | 7 564      | Árborg                        | Suðurland         |
| Akranes              | 7 249      | Akranes                       | Vesturland        |
| Seltjarnarnes        | 4 575      | Seltjarnarnes                 | Höfuðborgarsvæðið |
| Îles Vestmann        | 4 284      | Îles Vestmann                 | Suðurland         |
| Grindavík            | 3 319      | Grindavíkurbær                | Suðurnes          |
| Ísafjörður           | 2 625      | Ísafjarðarbær                 | Vestfirðir        |
| Álftanes             | 2 586      | Garðabær                      | Höfuðborgarsvæðið |
| Sauðárkrókur         | 2 574      | Skagafjörður                  | Norðurland vestra |
| Hveragerði           | 2 564      | Hveragerði                    | Suðurland         |
| Egilsstaðir          | 2 464      | Múlaþing                      | Austurland        |
| Húsavík              | 2 323      | Norðurþing                    | Norðurland eystra |
| Borgarnes            | 1 962      | Borgarbyggð                   | Vesturland        |
| Sandgerði            | 1 753      | Suðurnesjabær                 | Suðurnes          |
| Höfn                 | 1 677      | Hornafjörður                  | Suðurland         |
| Þorlákshöfn          | 1 651      | Ölfus                         | Suðurland         |
| Garður               | 1 595      | Suðurnesjabær                 | Suðurnes          |
| Neskaupstaður        | 1 469      | Fjarðabyggð                   | Austurland        |
| Dalvík               | 1 367      | Dalvíkurbyggð                 | Norðurland eystra |
| Reyðarfjörður        | 1 270      | Fjarðabyggð                   | Austurland        |
| Siglufjörður         | 1 183      | Fjallabyggð                   | Norðurland eystra |
| Vogar                | 1 183      | Vogar                         | Suðurnes          |
| Stykkishólmur        | 1 173      | Stykkishólmur                 | Vesturland        |
| Eskifjörður          | 1 006      | Fjarðabyggð                   | Austurland        |
| Ólafsvík             | 970        | Snæfellsbær                   | Vesturland        |
| Hvolsvöllur          | 931        | Rangárþing eystra             | Suðurland         |
| Bolungarvík          | 924        | Bolungarvík                   | Vestfirðir        |
| Hella                | 861        | Rangárþing ytra               | Suðurland         |
| Grundarfjörður       | 834        | Grundarfjörður                | Vesturland        |
| Blönduós             | 821        | Blönduós                      | Norðurland vestra |
| Ólafsfjörður         | 791        | Fjallabyggð                   | Norðurland eystra |
| Fáskrúðsfjörður      | 712        | Fjarðabyggð                   | Austurland        |
| Patreksfjörður       | 677        | Vesturbyggð                   | Vestfirðir        |
| Seyðisfjörður        | 663        | Múlaþing                      | Austurland        |
| Kjalarnes            | 587        | Reykjavik                     | Höfuðborgarsvæðið |
| Hvammstangi          | 578        | Húnaþing vestra               | Norðurland vestra |
| Stokkseyri           | 528        | Árborg                        | Suðurland         |
| Eyrarbakki           | 526        | Árborg                        | Suðurland         |
| Vopnafjörður         | 526        | Vopnafjarðarhreppur           | Austurland        |
| Skagaströnd          | 477        | Skagaströnd                   | Norðurland vestra |
| Flúðir               | 432        | Hrunamannahreppur             | Suðurland         |
| Vík í Mýrdal         | 402        | Mýrdalshreppur                | Suðurland         |
| Fellabær             | 395        | Múlaþing                      | Austurland        |
| Hellissandur         | 365        | Snæfellsbær                   | Vesturland        |
| Djúpivogur           | 357        | Múlaþing                      | Austurland        |
| Þórshöfn             | 352        | Langanesbyggð                 | Norðurland eystra |
| Svalbarðseyri        | 337        | Svalbarðsstrandarhreppur      | Norðurland eystra |
| Hólmavík             | 320        | Strandabyggð                  | Vestfirðir        |
| Grenivík             | 297        | Grýtubakkahreppur             | Norðurland eystra |
| Hvanneyri            | 285        | Borgarbyggð                   | Vesturland        |
| Þingeyri             | 276        | Ísafjarðarbær                 | Vestfirðir        |
| Búðardalur           | 272        | Dalabyggð                     | Vesturland        |
| Reykholt             | 270        | Bláskógabyggð                 | Suðurland         |
| Hrafnagil            | 257        | Eyjafjarðarsveit              | Norðurland eystra |
| Suðureyri            | 257        | Ísafjarðarbær                 | Vestfirðir        |
| Tálknafjörður        | 231        | Tálknafjörður                 | Vestfirðir        |
| Bíldudalur           | 225        | Vesturbyggð                   | Vestfirðir        |
| Mosfellsdalur        | 224        | Mosfellsbær                   | Höfuðborgarsvæðið |
| Hnífsdalur           | 208        | Ísafjarðarbær                 | Vestfirðir        |
| Reykjahlíð           | 208        | Skútustaðahreppur             | Norðurland eystra |
| Laugarvatn           | 191        | Bláskógabyggð                 | Suðurland         |
| Raufarhöfn           | 186        | Norðurþing                    | Norðurland eystra |
| Stöðvarfjörður       | 184        | Fjarðabyggð                   | Austurland        |
| Bifröst              | 179        | Borgarbyggð                   | Vesturland        |
| Flateyri             | 177        | Ísafjarðarbær                 | Vestfirðir        |
| Kirkjubæjarklaustur  | 176        | Skaftárhreppur                | Suðurland         |
| Súðavík              | 157        | Súðavíkurhreppur              | Vestfirðir        |
| Hrísey               | 151        | Akureyri                      | Norðurland eystra |
| Hofsós               | 147        | Skagafjörður                  | Norðurland vestra |
| Breiðdalsvík         | 137        | Fjarðabyggð                   | Austurland        |
| Rif                  | 135        | Snæfellsbær                   | Vesturland        |
| Reykhólar            | 130        | Reykhólahreppur               | Suðurnes          |
| Varmahlíð            | 127        | Skagafjörður                  | Norðurland vestra |
| Kópasker             | 122        | Norðurþing                    | Norðurland eystra |
| Laugarás             | 116        | Bláskógabyggð                 | Suðurland         |
| Borg                 | 112        | Grímsnes- og Grafningshreppur | Suðurland         |
| Hauganes             | 111        | Dalvíkurbyggð                 | Norðurland eystra |
| Hafnir               | 110        | Reykjanesbær                  | Suðurnes          |
| Laugar               | 109        | Þingeyjarsveit                | Norðurland eystra |
| Melahverfi           | 107        | Hvalfjarðarsveit              | Vesturland        |
| Tjarnabyggð          | 106        | Árborg                        | Suðurland         |
| Árskógssandur        | 102        | Dalvíkurbyggð                 | Norðurland eystra |
| Lónsbakki            | 102        | Hörgársveit                   | Norðurland eystra |
| Hólar                | 94         | Skagafjörður                  | Norðurland vestra |
| Nesjahverfi          | 92         | Hornafjörður                  | Austurland        |
| Sólheimar            | 91         | Grímsnes- og Grafningshreppur | Suðurland         |
| Brúnahlíð            | 85         | Eyjafjarðarsveit              | Norðurland eystra |
| Drangsnes            | 77         | Kaldrananeshreppur            | Vestfirðir        |
| Borgarfjörður eystri | 76         | Borgarfjarðarhreppur          | Austurland        |
| Árbæjarhverfi        | 74         | Ölfus                         | Suðurland         |
| Brautarholt          | 70         | Skeiða- og Gnúpverjahreppur   | Suðurland         |
| Rauðalækur           | 68         | Rangárþing ytra               | Suðurland         |
| Innnes               | 65         | Hvalfjarðarsveit              | Vesturland        |
| Bakkafjörður         | 65         | Langanesbyggð                 | Norðurland eystra |
| Grímsey              | 61         | Akureyri                      | Norðurland eystra |
| Þykkvabær            | 59         | Rangárþing ytra               | Suðurland         |
| Laugarbakki          | 57         | Húnaþing vestra               | Norðurland vestra |
| Reykholt             | 56         | Borgarbyggð                   | Vesturland        |
| Árneshreppur         | 53         | Skeiða- og Gnúpverjahreppur   | Suðurland         |
| Kristnes             | 52         | Eyjafjarðarsveit              | Norðurland eystra |
| Kleppjárnsreykir     | 43         | Borgarbyggð                   | Vesturland        |